# Езра Фурман
Езра Фурман (англ. Ezra Furman; нар. 5 вересня 1986) — американська музикантка й авторка пісень.
Фурман була солістом і гітаристом гурту Ezra Furman and the Harpoons, створеного у 2006 році, який випустив фінальний альбом Mysterious Power (2011). Подальша робота включала альбоми Day of the Dog (2013), Perpetual Motion People (2015) і Transangelic Exodus (2018), а також саундтрек до серіалу Netflix Статеве виховання.

## Кар'єра

### Ezra Furman and the Harpoons
Ezra Furman and the Harpoons була рок-групою з чотирьох учасників, яка діяла між 2006 і 2011 роками. До складу гурту входили Езра Фурман (вокал, гітара), Джоб Муккада (бас-гітара), Дрю «Адам» Абрутин (ударні) та Ендрю Лангер (гітара). Вони сформувалися в Університеті Тафтса у 2006 році. Випустили чотири альбоми: Beat Beat Beat (2006), Banging Down the Doors (2007), Inside the Human Body (2008) і Mysterious Power (2011). Група розпалася у 2011 році. Після закінчення терміну дії контракту з Minty Fresh Records у 2009 році група випустила збірник самостійного виробництва Moon Face: Bootlegs and Road Recordings 2006—2009, який включав живі записи та деякі сольні роботи Фурман.

### The Year of No Returning
Після гастролей на підтримку альбому Mysterious Power Фурман записала сольний альбом під назвою The Year of No Returning без лейбла. Фурман зібрала гроші через Kickstarter для фінансування запису та самостійного випуску альбому. Альбом був записаний на студії Ballistico, розташованої в той час на горищі будинку, в якому жила Фурман, і спродюсований Тімом Сандаскі, який володів і будинком, і студією. Альбом вийшов у лютому 2012 року. Наприкінці року Фурман підписала контракт із лейблом Bar/None Records, який перевипустив The Year of No Returning влітку 2013 року.
Гурт Ezra Furman and the Boy-Friends утворився навесні 2012 року і гастролював на підтримку The Year of No Returning. До складу групи входили Йорген Йоргенсен (бас), Бен Джозеф (клавіші, гітара) і Сем Дюркс (ударні). Тім Сандаскі (саксофон) приєднався до 2013 року.

### Day of the Dog
Фурман випустила Day of the Dog у жовтні 2013 року, також спродюсований Тімом Сандаскі, записаний на Studio Ballistico та випущений на лейблі Bar/None Records. Цей альбом отримав схвалення критиків.
У 2014 році група гастролювала по Великій Британії та була зустрінута позитивною пресою. Тур завершився восени аншлагом у Scala в Лондоні у вересні 2014 року.

### Perpetual Motion People
На початку 2015 року Фурман підписала контракт з Bella Union, а 27 квітня оголосила, що новий альбом Perpetual Motion People вийде 6 липня у Великій Британії та Європі та 10 липня у США. Серія концертів у Європі та США відбулася для підтримки альбому.
У 2016 році Фурман випустила мініальбом Big Fugitive Life, сказавши, що це «кінець глави, музично» і назвавши збірку «групою наших улюблених пісень-сиріт», чотири з яких не потрапили на Perpetual Motion People.
У вересні 2017 року в публікаціях Фурмана в соціальних мережах було зазначено, що Boy-Friends, які діють з 2012 року, були перейменовані або реформовані в The Visions. У складі Бена Джозефа, Йоргена Йоргенсена, Сема Дюркса та Тіма Сандаскі не було змінено.

### Transangelic Exodus
Transangelic Exodus, сьомий альбом Фурман, вийшов 9 лютого 2018 року. Альбом розповідає про Фурман та ангела на дорозі, який тікає від гнітючого уряду.

### Інші проєкти
У 2018 році 33⅓ опублікувала книгу Фурман про альбом Лу Ріда Transformer.
Фурман написала саундтрек до драматично-комедійного шоу Netflix 2019 року Статеве виховання. Фурман та група з'явилися в сьомому епізоді першого сезону шоу На дні океану в ролі гурту, який грає на шкільних танцях головних героїв.

## Особисте життя
Фурман єврейка. Батько Фурман з єврейської родини, мати прийняла юдаїзм.
Фурман планує стати рабином і, починаючи з осені 2021 року, навчається в рабинській школі Єврейського коледжу в Ньютоні, штат Массачусетс.
Фурман бісексуальна і використовує займенники вона/її та вони/їх. Вона здійснила камінгаут як трансгендерна жінка в кінці квітня 2021 року. До цього ідентифікувала себе як гендерквір.
Фурман має трьох братів і сестер і має дитину. Її молодший брат Джона був солістом і басистом бостонської рок-групи Krill, яка розпалася у 2015 році. Старший брат Ной — візуальний художник, який оформив обкладинку альбому Harpoons Banging Down The Doors.

## Дискографія

### Студійні альбоми

#### Ezra Furman and the Harpoons
- Banging Down the Doors (2007)
- Inside the Human Body (2008)
- Mysterious Power (2011)

#### Сольно
- The Year of No Returning (2012)
- Day of the Dog (2013)
- Perpetual Motion People (2015)
- Transangelic Exodus (2018)
- Twelve Nudes (2019)
- All of Us Flames (2022)

### Мініальбоми
- Songs by Others (2016)
- Big Fugitive Life (2016)
- Jam in the Van (2018)